# Astrocaryum vulgare
 (septembre 2024).
La mise en forme du texte ne suit pas les recommandations de Wikipédia : il faut le « wikifier ».
Les points d'amélioration suivants sont les cas les plus fréquents. Le détail des points à revoir est peut-être précisé sur la page de discussion.
- Les titres sont pré-formatés par le logiciel. Ils ne sont ni en capitales, ni en gras.
- Le texte ne doit pas être écrit en capitales (les noms de famille non plus), ni en gras, ni en italique, ni en « petit »…
- Le gras n'est utilisé que pour surligner le titre de l'article dans l'introduction, une seule fois.
- L'italique est rarement utilisé : mots en langue étrangère, titres d'œuvres, noms de bateaux, etc.
- Les citations ne sont pas en italique mais en corps de texte normal. Elles sont entourées par des guillemets français : « et ».
- Les listes à puces sont à éviter, des paragraphes rédigés étant largement préférés. Les tableaux sont à réserver à la présentation de données structurées (résultats, etc.).
- Les appels de note de bas de page (petits chiffres en exposant, introduits par l'outil «  Source ») sont à placer entre la fin de phrase et le point final[comme ça].
- Les liens internes (vers d'autres articles de Wikipédia) sont à choisir avec parcimonie. Créez des liens vers des articles approfondissant le sujet. Les termes génériques sans rapport avec le sujet sont à éviter, ainsi que les répétitions de liens vers un même terme.
- Les liens externes sont à placer uniquement dans une section « Liens externes », à la fin de l'article. Ces liens sont à choisir avec parcimonie suivant les règles définies. Si un lien sert de source à l'article, son insertion dans le texte est à faire par les notes de bas de page.
- La présentation des références doit suivre les conventions bibliographiques. Il est recommandé d'utiliser les modèles {{Ouvrage}}, {{Chapitre}}, {{Article}}, {{Lien web}} et/ou {{Bibliographie}}. Le mode d'édition visuel peut mettre en forme automatiquement les références.
- Insérer une infobox (cadre d'informations à droite) n'est pas obligatoire pour parachever la mise en page.

Pour une aide détaillée, merci de consulter Aide:Wikification.
Si vous pensez que ces points ont été résolus, vous pouvez retirer ce bandeau et améliorer la mise en forme d'un autre article.
 (septembre 2024).
Espèce
Classification phylogénétique
Astrocaryum vulgare est une espèce de plantes à fleurs de la famille des Arecaceae (les palmiers), de la sous-famille des Arecoideae, de la tribu des Cocoseae et de la sous-tribu des Bactridinae. A. vulgare semble originaire du nord-ouest de l'Amérique du Sud. Il a été très anciennement cultivé par les Amérindiens en Guyane. Il pousse en touffe dans les savanes hautes ou en forêt côtière sur sol sain, sableux de préférence. La présence de A. vulgare dans un site éloigné de la côte témoigne généralement d'un ancien village disparu.
Son fruit, comestible, est l'awara. Les utilisations de l'awara, palmier domestique, sont nombreuses. La pulpe du fruit, riche en vitamine A, E, tocophérols, acides gras essentiels (oméga 6 et 9), peut être consommée crue ou entrer dans la confection du fameux « bouillon d'awara » qui tient une grande place dans la tradition guyanaise. On peut également retirer de la pulpe une huile comestible (huile orange à rouge). Le noyau très dur contient une amande blanche d'où l'on extrait le beurre d'awara par extraction à froid (beurre blanc) et avec la même amande on obtient une huile appelé en créole guyanais "tchotcho" par extraction à chaud (huile noire), graisse alimentaire fine. Par incision des spadices avant la floraison, on recueille une sève sucrée qui donne le vin de palme par fermentation. Le cœur du palmier est également un très bon comestible. Enfin, le bois d'awara, noir, dur et durable, est utilisé dans la construction des villages amérindiens ou boni[réf. nécessaire].

## Noms vernaculaires
En Guyane, il est connu sous le nom de palmyé wara, awara, wara (Créole), awara, awala (Kali'na), wahatwi (Palikur), dzawala (Teko), awala (Wayana), awala (Wayãpi) ou awaa (Aluku). Au Brésil, surtout dans la forêt amazonienne, il est aussi appelé tucum ou tucumã-do-Pará.

## Usages
Chez les créoles guyanais, les racines servent à confectionner un remède contre les furoncles. On fabrique à partir de ses amandes fermentées et grillées une huile épaisse (huile de tcho-tcho) employée pour soigner les furoncles et soulager les maux de dent, favoriser la transpiration chez les personnes fiévreuses, servir de vermifuge chez les enfants. La chair d'awara sert à confectionner un des plats traditionnels créoles guyanais parmi les plus populaires : le bouillon d'awara. On trouve des usages très similaires chez les populations Palikur.
Les huiles tirées de sa pulpe et des amandes sont comestibles. Pulpe et amandes peuvent être consommées crues.
Dans l'Eglise Catholique, et particulièrement au Brésil, il est utilisé depuis l'Empire par les vieilles femmes pour fabriquer une bague similaire à une alliance de mariage, appelée anneau de Tucum.  Le fidèle qui le porte signale ainsi son "alliance avec les pauvres", son engagement particulier en faveur de la justice sociale et de la protection de la Terre. 

## Sources
- (la) Karl Friedrich Philipp von Martius, « 17. ASTROCARYUM VULGARE. MART. », Flora Brasiliensis, vol. 85(2), no 3,‎ 1881, p. 381-382 (DOI 10.5962/bhl.title.454, lire en ligne)
- (la) Karl Friedrich Philipp von Martius, « 5. ASTROCARYUM VULGARE. Tab. 62–63 », Historia Naturalis Palmarum, vol. 2,‎ 1824, p. 74 (DOI 10.5962/bhl.title.506, lire en ligne)
- A. vulgare sur le sentier botanique du campus de Kourou